# Bőrnyakúak 3. – Ostrom
A Bőrnyakúak 3. – Ostrom (eredeti cím: Jarhead 3: The Siege) 2016-ban bemutatott amerikai háborús filmdráma William Kaufman rendezésében. A Bőrnyakúak és a Bőrnyakúak 2. – Tűzvonal folytatása. A főbb szerepekben  Scott Adkins, Charlie Weber, Dante Basco, Romeo Miller és Dennis Haysbert látható.
Az Amerikai Egyesült Államokban 2016. június 4-én mutatták be. Magyarországon DVD-n jelent meg magyar szinkronnal.

## Szereplők
| Szerep                | Színész           | Magyar hang            |
| --------------------- | ----------------- | ---------------------- |
| Gunny Raines őrmester | Scott Adkins      | Galambos Péter         |
| Evan Albright         | Charlie Weber     | Moser Károly           |
| Blake Laureano        | Dante Basco       | Renácz Zoltán          |
| Sunshine              | Romeo Miller      | Hamvas Dániel          |
| Lopez                 | Erik Valdez       | Szabó Máté             |
| Ski                   | Hristo Balabanov  |                        |
| Olivia Winston        | Sasha Jackson     | Bogdányi Titanilla     |
| Lincoln őrnagy        | Dennis Haysbert   | Vass Gábor             |
| Dan Cahill nagykövet  | Stephen Hogan     | Csankó Zoltán          |
| Stamper               | Joe Corrigall     | Varga Gábor            |
| Khaled                | Hadrian Howard    | Maday Gábor            |
| Jamal                 | Stephen Hogan     | Makranczi Zalán        |
| Rashmi                | Kalina Stoimenova | Kis-Kovács Luca        |
| Kraus                 | Ed Spila          | Seder Gábor            |
| Mohammad              | Vlado Mihailov    | Horváth-Töreki Gergely |
| Hutch                 | Jay Moses         |                        |
| Drakula               | Denislav Mitev    |                        |